# Palácio Ducal (Mântua)

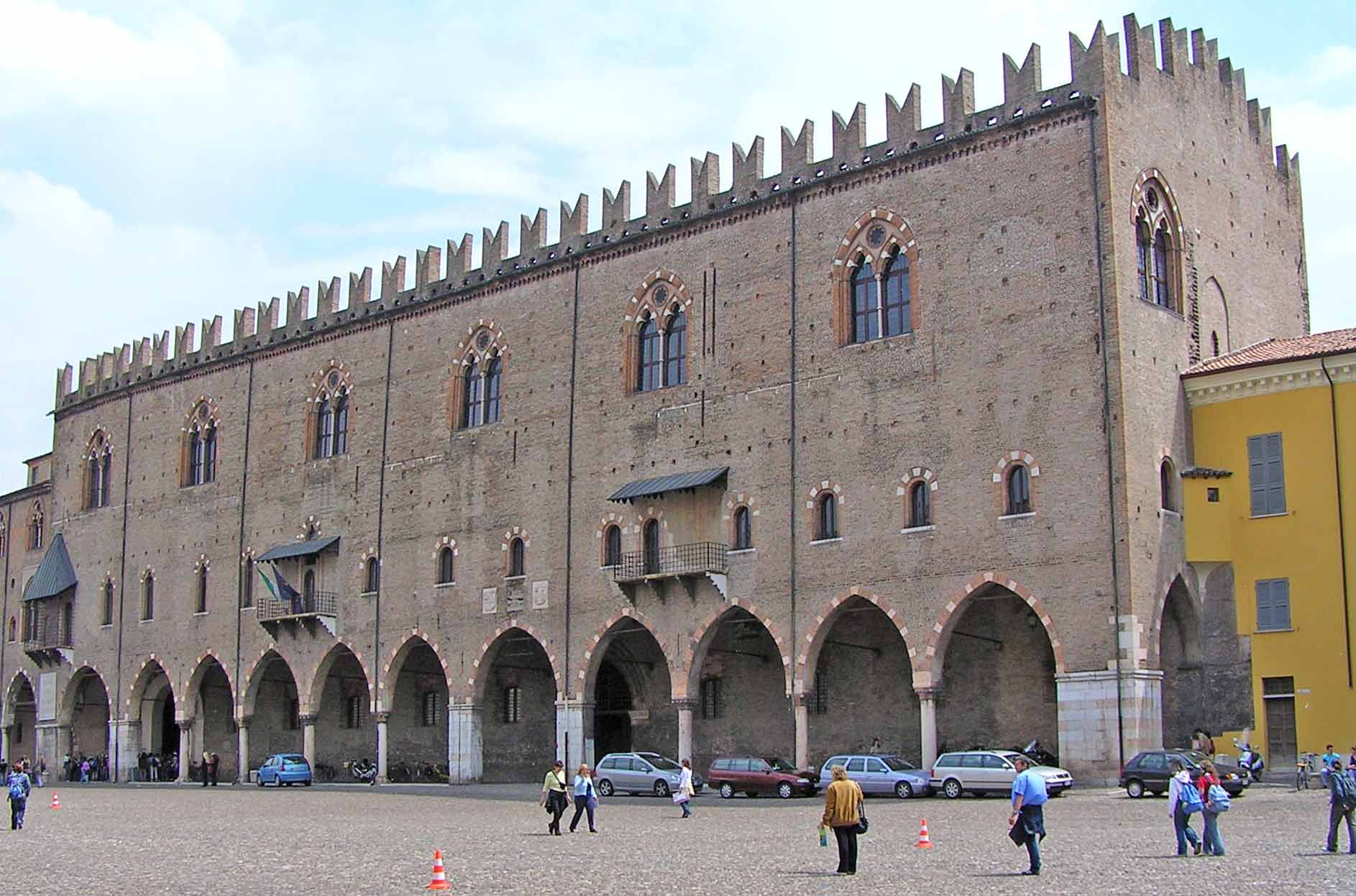
Fachada do Palazzo Ducale di Mantova.

O Palácio Ducal (em italiano: Palazzo Ducale) de Mântua é um palácio ducal, constituído por um conjunto de edifícios, na cidade italiana de Mântua, Lombardia. Foi construído entre o século XIV e o século XVII pela nobre família dos Gonzaga como sua residência principal na capital do seu ducado. Os edifícios estão ligados por corredores e galerias, enriquecidos por pátios interiores e amplos jardins. O complexo inclui cerca de 500 salas e ocupa uma área com cerca de 34.000 m2. Apesar de ser mais conhecido pelos afrescos de Mantegna na Camera degli Sposi (Sala dos Esposos), possui muitos outros elementos arquitetónicos e pictóricos significativos.

## História

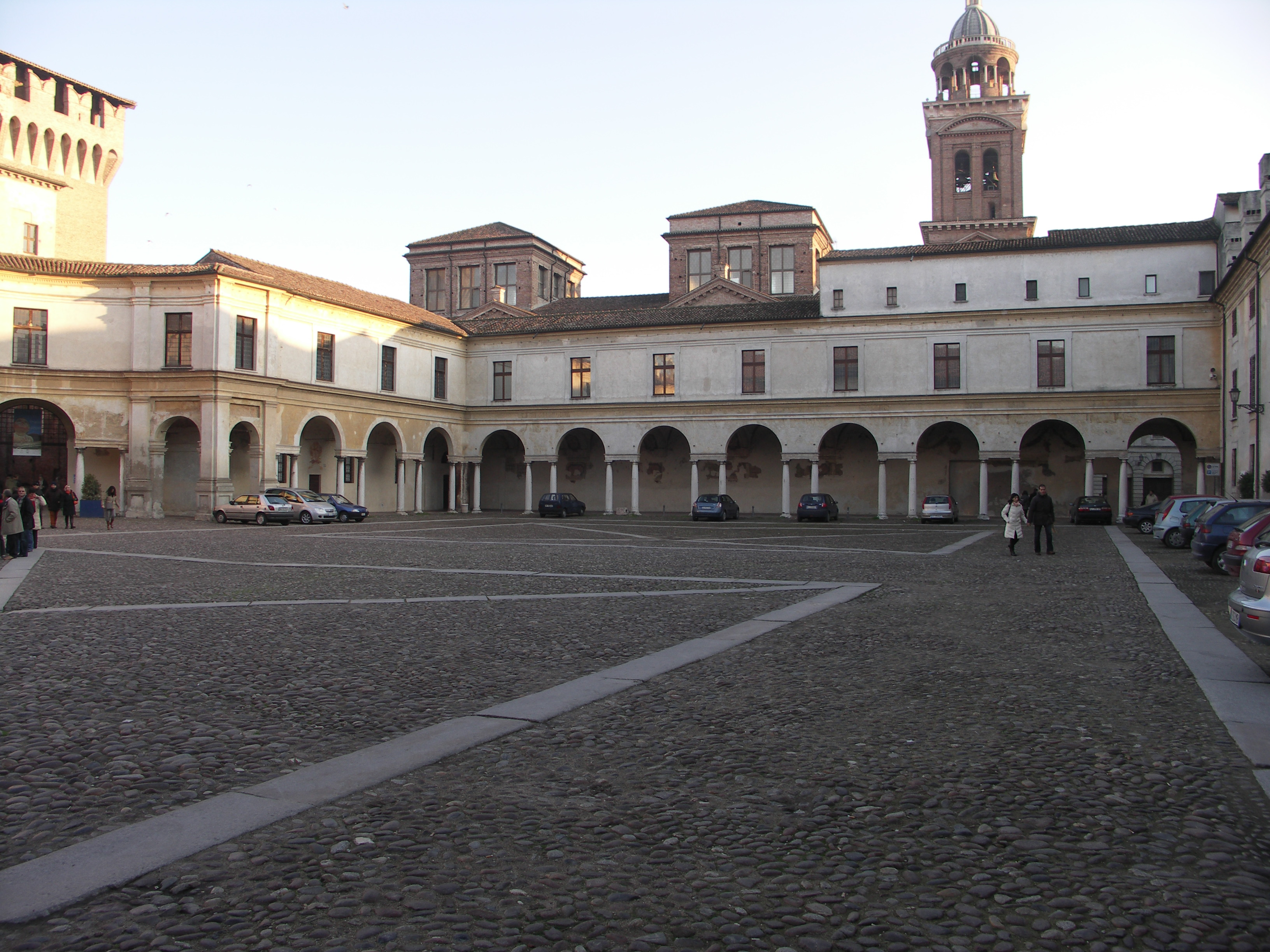
Torre do sino e igreja de Santa Bárbara.

As partes mais antigas do palácio são o Palazzo del Capitano (Palácio do Capitão), construido no início do século XIV pelo Caitão do Povo Guido Buonacolsi (cuja família governou Mântua entre 1271 e 1328) e a Magna Domus. No final do mesmo século, Bartolino da Novara, um dos mais conhecidos arquitetos militares da época, ergueu o Castelo de São Jorge.
A Domus Nova foi concluída um século mais tarde por Luca Fancelli. Fancelli foi responsável pela parte chamada de Corte Nuova (Corte Nova), incluindo os aposentos ducais com os famosos ciclos de afrescos de Giulio Romano.
A igreja de Santa Bárbara, que desempenhou o papel de capela palatina (Basílica Palatina) para os Gonzaga, foi desenhada por Giovan Battista Bertani. entre os séculos XVI e XVII, o pintor e arquiteto Antonio Maria Viani construiu os aposentos de Vicente I e as chamadas Sala das Metamorfoses e Loggia de Eleonora.
Os Gonzaga viveram no palácio entre 1328 e 1707, quando a dinastia se extinguiu. Subsequentemente, os edifícios assistiram a um rápido declínio, o qual foi revertido no século XX com um processo de restauro e a adaptação da área a museu.

## Visão geral

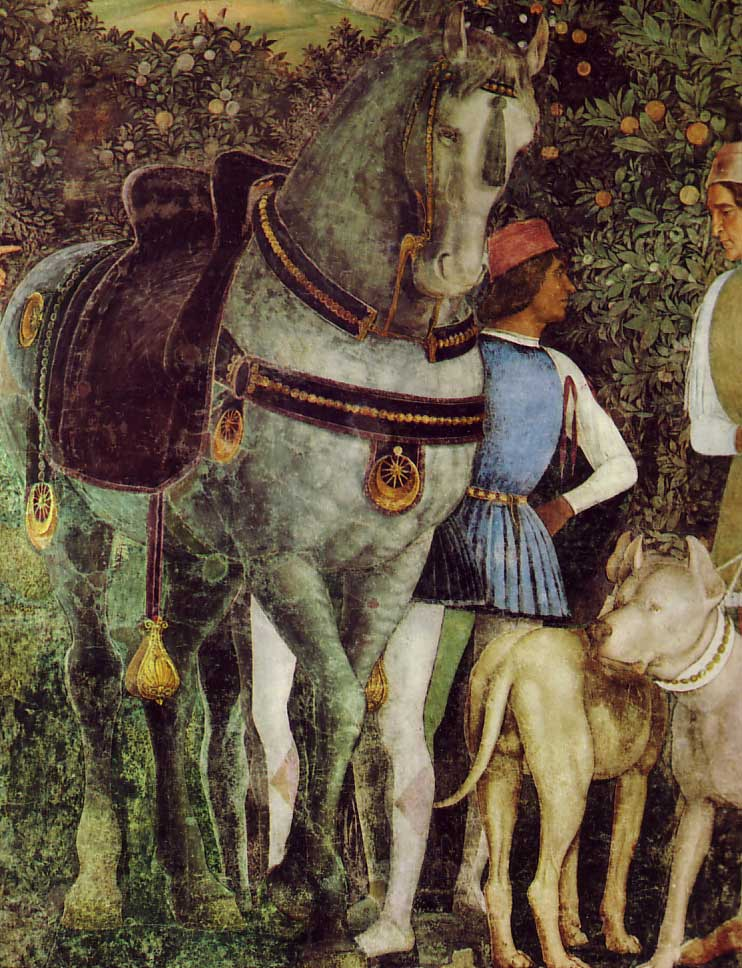
Detalhe dos afrescos de Andrea Mantegna na Camera degli Sposi do Palazzo Ducale di Mantova.

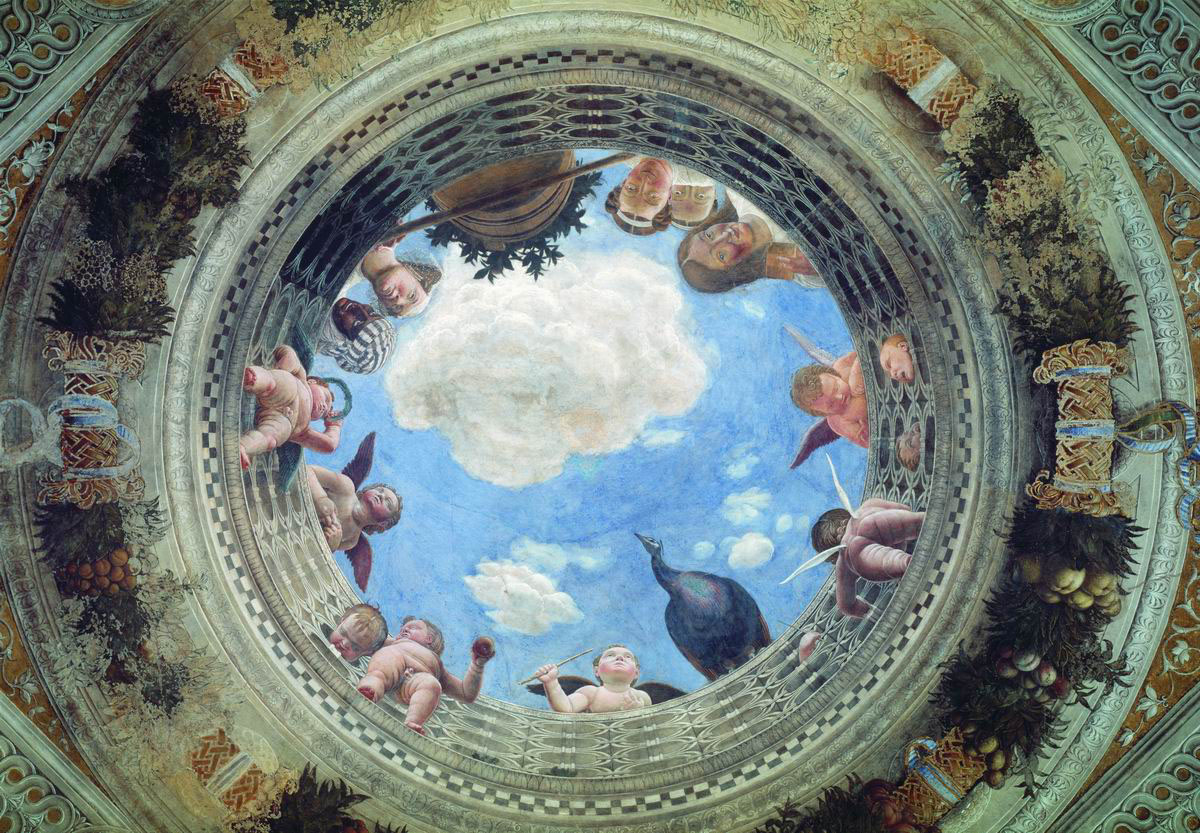
Teto da Camera degli Sposi.

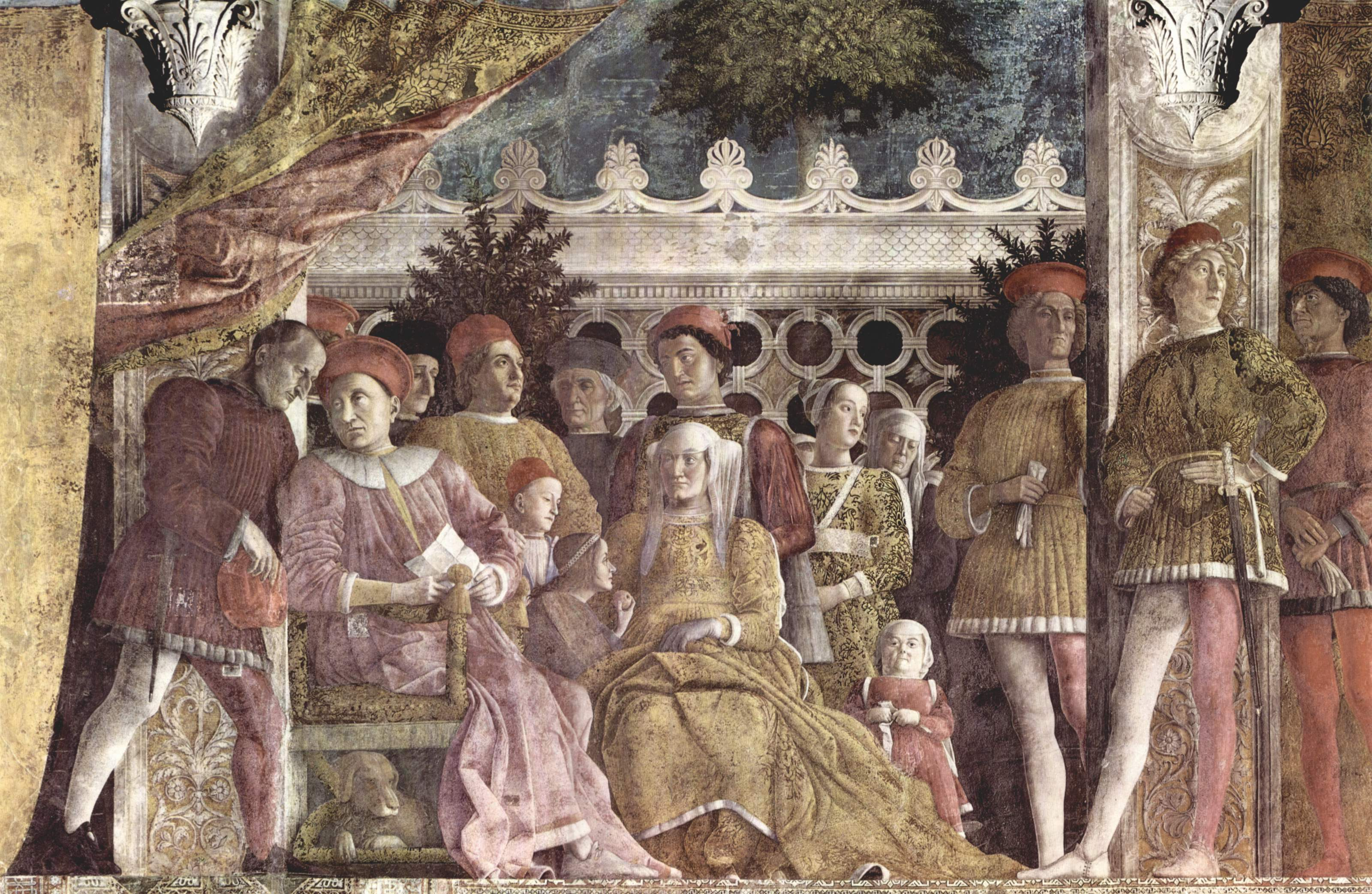
Parede da corte.

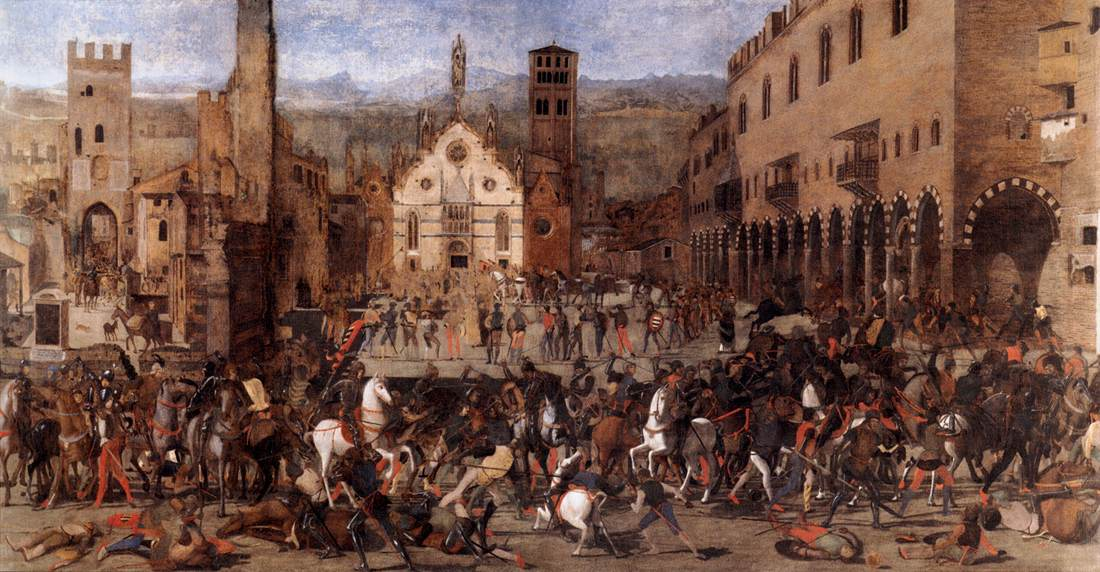
Expulsão dos Bonacolsi.

A entrada no palácio é feita pela Piazza Sordello, para a qual os edifícios mais antigos, o Palazzo del Capitano e a Magna Domus, abrem. A monumental Scalone delle Duchesse (Escadaria da Duquesa), construída no século XVII e renovada em 1779 por Paolo Pozzo, conduz à Sala do Morone, assim chamada devido às telas de 1494 criadas pelo pintor veronês Domenico Morone, as quais retratam a "Expulsão dos Bonacolsi em 1328" (cena a partir da Piazza Sordello). No andar nobre do Palácio do Capitão fica a Primeira Sala de Guastalla, com um friso de afrescos com retratos da família Gonzaga, o qual em tempos se estendia para a sala seguinte, a Sala de Pisanello. Antonio Pisanello foi contratado, depois de 1433, para pintar afrescos que representassem um Torneio e outras cenas, os quais seriam deixados por finalizar.
A Galleria Nuova é um corredor construido em 1778, por Giuseppe Piermarini, para ligar o aposento Guastalla ao aposento do Duque. Esta acolhe vários adornos de altar, datadas do início do século XVI ao final do século XVIII, por Francesco Borgani, Carlo Bononi, Spagnoletto e outros. A galeria termina na grande Sala degli Arcieri (Sala dos Arqueiros), na qual se encontrava o apartamento do Duque Vincenzo. Esta galeria é famosa por uma obra de altar de Peter Paul Rubens (1605), originalmente parte de um tríptico da igreja da Santíssima Trindade na cidade, retratando a "Família Gonzaga em Adoração à Santíssima Trindade". 
Segue-se então a Galleria degli Specchi (Galeria dos Espelhos): esta foi construida como uma loggia aberta sob Vincenzo I, com uma decoração neoclássica acrescentada entre 1773 e 1779. A abóbada foi pintada a fresco por dois pupilos de Guido Reni.